# Lobeliacistikola
Lobeliacistikola (Cisticola chubbi) är en fågel i familjen cistikolor inom ordningen tättingar. Den påträffas i öppna miljöer i bergstrakter i Afrika från Nigeria till Kenya och Demokratiska republiken Kongo. Beståndet anses vara livskraftigt.

## Utseende och läte
Lobeliacistikolan är en stor och enfärgad cistikola. Den har tydligt rödaktig hjässa och två band tvärs över stjärten, ett ljust och ett svart. Den är rätt lik vitbrynad cistikola men saknar rostrött i vingen. Sången som avges i kör består av en frenetiskt stigande och sedan fallande serie med gnissliga toner.

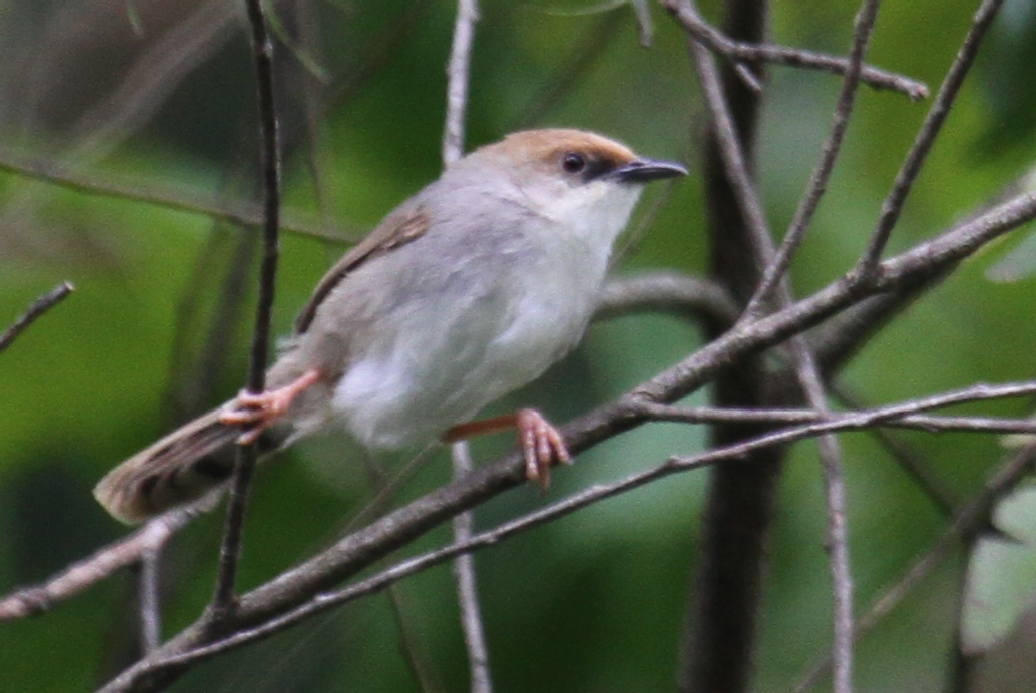

## Utbredning och systematik
Lobeliacistikola delas in i fyra underarter med följande utbredning:
- Cisticola chubbi adametzi – förekommer från sydöstra Nigeria till Kamerun
- Cisticola chubbi discolor – förekommer i södra Kamerun (berget Kamerun)
- Cisticola chubbi chubbi – förekommer från Kongo-Kinshasa till Rwanda, Burundi, Uganda och Kenya
- Cisticola chubbi marungensis – förekommer i sydöstra Kongo-Kinshasa (Marungu Plateau)

### Familjetillhörighet
Cistikolorna behandlades tidigare som en del av den stora familjen sångare (Sylviidae). Genetiska studier har dock visat att sångarna inte är varandras närmaste släktingar. Istället är de en del av en klad som även omfattar timalior, lärkor, bulbyler, stjärtmesar och svalor. Idag delas därför Sylviidae upp i ett antal familjer, däribland Cisticolidae.

## Levnadssätt
Lobeliacistikolan hittas i öppna miljöer i bergstrakter med tät örtvegetation, som i skogsbryn och gräsmarker samt på hedar. Den ses nästan alltid i par eller smågrupper.

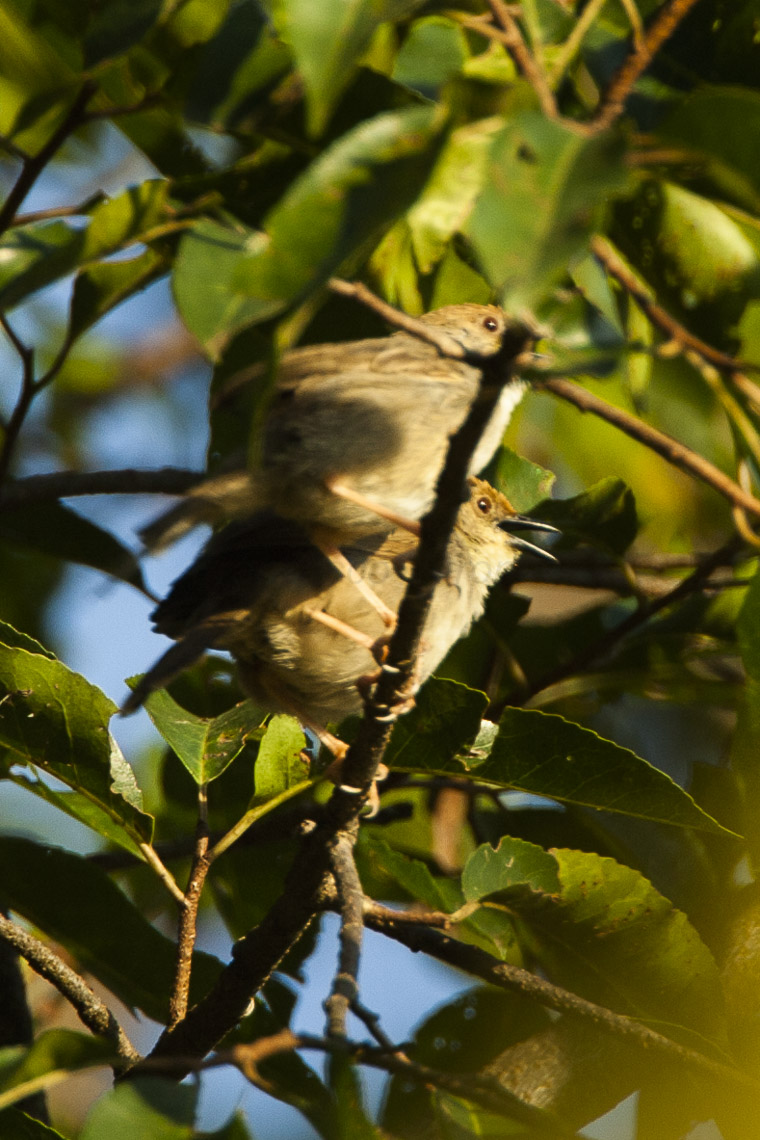

## Status
Arten har ett stort utbredningsområde och beståndet anses stabilt. Internationella naturvårdsunionen IUCN listar den därför som livskraftig (LC).

## Namn
Fågelns vetenskapliga artnamn hedrar Charles Chubb (1851-1924), brittisk ornitolog vid British Museum of Natural History 1877–1920. Cistikola är en försvenskning av det vetenskapliga släktesnamnet Cisticola som betyder "cistroslevande". Lobelior är ett växtsläkte med cirka 360 arter. I samband med fågelnamn syftas på de upp till tre meter höga jättelobelior som växer i högfjällsområdena i centrala Afrika.